# Xã Springhill, Quận Greene, Pennsylvania
Xã Springhill (tiếng Anh: Springhill Township) là một xã thuộc quận Greene, tiểu bang Pennsylvania, Hoa Kỳ. Năm 2010, dân số của xã này là 349 người.